# Gesellschaft für Schwerionenforschung
La Gesellschaft für Schwerionenforschung (GSI), in italiano "Società per la ricerca sugli ioni pesanti", è un centro di ricerca a Darmstadt, vicino a Francoforte, in Germania.
Fu inaugurato nel 1969 per la ricerca con acceleratori di ioni pesanti. Soci del centro sono la Repubblica Federale Tedesca con il 90 % e il Land dell'Assia con il 10 %.
La GSI gestisce tre acceleratori:
- UNILAC è un acceleratore lineare che può accelerare atomi ionizzati fino al 20 % della velocità della luce. Viene utilizzato come pre-acceleratore per il SIS.
- SIS è un sincrotrone che può accelerare atomi ionizzati fino al 90 % della velocità della luce.
- ESR è un anello di accumulazione usato per tenere in movimento gli ioni accelerati da SIS.

## Elementi chimici scoperti alla GSI
- Meitnerio (1982)
- Hassio (1984)
- Darmstadtio (1994)
- Roentgenio (1994)
- Bohrio (1996)
- Copernicio (1996)
- Tennesso (2010).